# 大矢正成
大矢 正成（おおや まさなり、1959年4月15日 - ）は、愛知県一宮市出身の元社会人野球選手、野球指導者、野球解説者。元JR東海硬式野球部監督。

## 来歴
東邦高等学校では3年次に第59回全国高等学校野球選手権大会に出場、1年生投手・坂本佳一とのバッテリーで準優勝を経験した。
法政大学では同期に川端順、池田親興投手がいたが捕手は1学年下に木戸克彦がいて控えであった。
その後は国鉄名古屋・JR東海で選手、監督を務めた。
また、2013年からはNHKの高校野球中継の解説者としても活動を行い、高校野球ファンに親しまれてきた。NHKの内規では、高校野球の解説者は63歳の誕生日を迎える前の大会までとなっているため2022年4月に63歳を迎えた大矢は同年3月の第94回選抜高等学校野球大会が最後となるはずであったが、1大会だけ延長を要請されたため第104回全国高等学校野球選手権大会にも解説者として臨んだ。同大会決勝戦の仙台育英対下関国際戦を最後に、NHKの甲子園中継解説者を退任した。また、2020年から選抜高等学校野球大会の選考委員も務めている。